# Polt (Film)
Polt. (Schreibweise in der Titelsequenz Polt .) ist ein österreichischer Kriminalfilm aus dem Jahr 2013. Der Film basiert auf der Figur des Gendarmerieinspektors Simon Polt des österreichischen Autors Alfred Komarek. Drei Monate nach Drehschluss hatte der Film am 18. Dezember 2013 seine Premiere im Urania-Kino und wurde am 28. Dezember 2013 in ORF 2 ausgestrahlt.

## Handlung
Der ehemalige Gendarmerieinspektor Simon Polt hat aus eigenen Stücken den Dienst quittiert und betreibt für einen Verein das Wirtshaus seiner Heimatgemeinde. Bis auf seinen Freund, den Polizisten Norbert Sailer, hat er keinen Kontakt mehr zur Polizei. Das ändert sich, als er gemeinsam mit Sailer in dessen Weingarten einen Toten findet. Alles deutet auf Selbstmord hin, doch Polt hat Zweifel daran. Anfänglich gerät gar er selbst in Tatverdacht. Beim Toten handelt es sich um einen Weinhändler aus München, der regelmäßig in der Gegend Wein ankauft, den aber zunächst niemand gekannt haben will. Tatsächlich ist der Ermordete aber nicht nur den Weinbauern, sondern besonders auch deren Gattinnen gut bekannt und man sagt ihm im Dorf so manche Vaterschaft nach.
In Polts Privatleben gibt es ebenfalls Schwierigkeiten; die Dorfschule soll geschlossen werden und seiner Freundin Karin wird eine weit entfernte Direktorenstelle angeboten.

## Hintergrund
Die Dreharbeiten fanden im Zeitraum von 26. August bis 27. September 2013 in Niederösterreich statt. Drehorte waren u. a. Pillersdorf, Mitterretzbach, Großkadolz, Mailberg, Wullersdorf und Obritz. Polt. ist eine Produktion der Epo-Film in Koproduktion mit ORF und arte, gefördert vom Fernsehfonds Austria und dem Land Niederösterreich.